# Schlimmster Mensch der Welt
Schlimmster Mensch der Welt ist ein Lied der deutschen Singer-Songwriterin Madeline Juno aus dem Jahr 2025. Das Stück ist die fünfte Singleauskopplung aus ihrem siebten Studioalbum Anomalie, Pt. 1.

## Entstehung und Artwork
Das Lied wurde von der Interpretin selbst, zusammen mit den Koautoren Joschka Bender, Wanja Bierbaum (Hardy X), Wieland Stahnecker (Blinker) und Tom Ulrichs (Tom Thaler), geschrieben. Die beiden Koautoren Bender und Hardy X zeichneten zudem auch für die Produktion verantwortlich. Bender war darüber hinaus alleine auch für die Abmischung zuständig. Alle vier Koautoren arbeiteten bereits in der Vergangenheit mit Juno zusammen. Während der Berliner Musiker Bender bereits seit Beginn von Junos Karriere festes Mitglied ihrer Liveband ist und an diversen Produktionen, in verschiedenen Funktionen, beteiligt gewesen war, arbeitet der Koblenzer Musiker Blinker seit ihrem fünften Studioalbum Besser kann ich es nicht erklären (Januar 2022) regelmäßig mit ihr zusammen, wie auch Bender, als Autor, Studiomusiker sowie festes Mitglied ihrer Liveband. Hardy X und Thaler starteten die Zusammenarbeit mit Juno mit den Arbeiten an ihrem vorangegangenen Studioalbum Nur zu Besuch (Januar 2024), wobei der Österreicher Hardy X als Autor, Produzent und Studiomusiker von vier Titeln agierte und der Hamburger Thaler beim Schreibprozess eines Titels beteiligt gewesen ist. Das Mastering erfolgte durch HP Mastering Hamburg, unter der Leitung von Studiobetreiber Hans-Philipp Graf.
Auf dem Frontcover der Single ist – neben Interpretenangabe und Liedtitel – Juno zu sehen. Es zeigt lediglich ihr Gesicht, mit Blick zur Kamera, während sie sich nach vorne beugt. Das gleiche Coverbild fand auch Verwendung bei den vorangegangenen Singles Anomalie (Februar 2025), Hab ich dir je gesagt… (April 2025) und Fuck Marry Kill (Mai 2025). Die Fotografie wurde vom Berliner Fotografen Jakob Marwein geschossen.

## Veröffentlichung und Promotion
Die Erstveröffentlichung von Schlimmster Mensch der Welt erfolgte als Single am 23. Mai 2025 bei Embassy of Music. Diese erschien als digitaler Einzeltrack zum Download und Streaming. Der Vertrieb erfolgte durch Tonpool, verlegt wurde das Lied durch Budde Music Publishing, Edition Forest Fire, Edition Indiekator sowie Universal Music Publishing. Am 13. Juni 2025 erschien das Lied als Teil von Junos siebten Studioalbum Anomalie, Pt. 1 (Katalognummer: 770994), dessen fünfte Singleauskopplung es ist.
Erstmals angekündigt wurde die Singleveröffentlichung zu Schlimmster Mensch der Welt von Juno über ihre sozialen Medien am 20. Mai 2025, in dem sie einen Teaser aus der Bridge sowie das Akronym „SMDW“ präsentierte. Zwei Täge später präsentierte sie erstmals den offiziellen Titel des Liedes.

## Inhalt
| „Ich sag’, was ich brauch’ ohne Sugarcoat. Schalt’ den Filter aus und die Wut kommt hoch. Ich reservier’ mir ein Zimmer im Hotel. Und buch’ es auf den schlimmsten Mensch der Welt. Ich sag’, was ich fühl’ ohne Unterton. War zu lang schon sweet, bin jetzt skrupellos. Vergrab’ mein altes Ich heut Nacht im Feld. Ab jetzt bin ich der schlimmste Mensch der Welt.“ – Refrain, Originalauszug | Der Liedtext zu Schlimmster Mensch der Welt ist in deutscher Sprache verfasst und stammt von der Interpretin selbst sowie Joschka Bender, Blinker, Hardy X und Tom Thaler. Alle Texter waren zugleich für die Komposition zuständig und komponierten die Musik in D-Dur mit 127 Schlägen pro Minute. Musikalisch bewegt sich das Lied im Bereich Popmusik. Inhaltlich handelt es sich bei Schlimmster Mensch der Welt um einen Titel, der sich unter anderem mit Autonomie, Schuldgefühle, Selbstbewusstsein, Selbstzweifel und Unsicherheit auseinandersetzt. Das Lied soll dazu aufrufen, auch mal „Nein“ zu sagen und sich nicht alles gefallen zu lassen. Juno selbst beschrieb das Lied als eine Hymne gegen ungesundes „People Pleasing“ (englisch für „Menschen gefallen“) und Teil von ihrer „Villain Era“ (englisch für „Schurken-Ära“). Weiter führte sie fort: „Immer nett, süß, hübsch und leise ist nicht mehr. So richtig böse am Ende aber auch nicht. Als ich den Song geschrieben habe, habe ich mich ein bisschen wie ein Schwerverbrecher gefühlt, als hätte ich tatsächlich Leichen im Keller, aber der Song ist natürlich ein Witz. Ein Schrei, den man auf einem riesigen Feld rauslässt, wo er niemanden stört. Ein harmloser, überspitzter aber auch kompromissloser Appell an mich und an alle unzufriedenen People Pleaser da draußen, einfach mal „nein“ zu sagen und das zu tun, was für einen selbst gerade das Beste ist.“ |

Aufgebaut ist das Lied aus zwei Strophen, einer Bridge und einem Refrain. Es beginnt mit der ersten Strophe, die als Achtzeiler geschrieben wurde. Auf diese folgt zunächst als musikalisches Zwischenspiel die vierzeilige Bridge, ehe erstmals der Refrain einsetzt, welcher ebenfalls acht Zeilen umfasst. Nach dem Refrain setzt die zweite Strophe ein, die auch aus acht Zeilen besteht, bevor das Lied mit dem folgenden zweiten Refrain endet.

## Musikvideo
Das Musikvideo zu Schlimmster Mensch der Welt feierte seine Premiere am 22. Mai 2025 auf der Videoplattform YouTube. Es zeigt den Tagesverlauf von Juno, der von einem zehnstündigen Countdown begleitet wird. Am Anfang ist zunächst, als eine Art Intro, Juno nach einem Autounfall zu sehen. Danach beginnt das Video am Morgen, wo man sie dabei sieht, wie sie nach dem Aufstehen einen Teil ihrer Haare abschneidet oder Kuchen mit den Händen isst. Im weiteren Tagesverlauf tanzt sie durch die Straßen sowie am Strand, geht im Meer baden und springt am Abend in ein Schwimmbecken, in welchem sie auch das Lied singt und sich dazu bewegt. Zwischendurch sind immer wieder Szenen von Juno zu sehen, die mit einem Mercedes unterwegs ist beziehungsweise sich an diesen anlehnt, während sie das Lied singt. Das Video endet mit verschwommenen Aufnahmen, die den Anschein machen, das die Sängerin während der Fahrt mit dem Auto die Kontrolle verliert. Die Gesamtlänge des Videos beträgt 2:50 Minuten. Regie führte der Berliner Filmemacher und Fotograf Ben Levien Wörmann, der in der Vergangenheit schon mit Juno arbeitete und unter anderem das Coverbild zu Reservetank (Januar 2025) schoss, oder Regie bem Musikvideo zur vorangegangenen Single Fuck Marry Kill führte.

## Mitwirkende
| Liedproduktion - Joschka Bender: Abmischung, Komposition, Liedtext, Musikproduktion - Wanja Bierbaum (Hardy X): Komposition, Liedtext, Musikproduktion - Hans-Philipp Graf: Mastering - Madeline Juno: Gesang, Komposition, Liedtext - Wieland Stahnecker (Blinker): Komposition, Liedtext - Tom Ulrichs (Tom Thaler): Komposition, Liedtext Musikvideo - Samuel Dommermuth: Farbkorrektur - Megan Fortuin: Haare, Schminke - Stefanie Ganschow: Filmproduktion, Set-Fotografie, Styling - Ben Levien Wörmann: Kamera, Regie, Set-Fotografie | Visualisierung (Cover) - Jakob Marwein: Fotografie Unternehmen - Budde Music Publishing: Verlag - Edition Forest Fire: Verlag - Edition Indiekator: Verlag - Embassy of Music: Musiklabel - HP Mastering Hamburg: Tonstudio - Tonpool: Vertrieb - Universal Music Publishing: Verlag |

## Rezensionen
Ein Rezensent vom CityGuide Rhein-Neckar ist der Meinung, dass Schlimmster Mensch der Welt die nächste starke Single von Junos kommenden Albums sei. Es sei ein kraftvoller Aufruf an alle, die es immer allen Recht machen wollen: „Stell dich an erste Stelle, ohne Schuldgefühle“. Weiter beschrieb der Rezensent das Lied als kontrastreiches Erlebnis. Während Junos zarter, fast gehauchter Gesang, in den Strophen von Unsicherheit und Selbstzweifeln erzähle, entwickele sich das Stück zu einer energetischen Hymne auf Selbstermächtigung. Getragen von treibenden, klubtauglichen Klängen, düsteren Pads und einer Hookline, die sich sofort im Ohr festsetze, zeige sich Juno rebellisch, roh und kompromisslos ehrlich. Die Sängerin biete hierbei allen von Schuldgefühlen geplagten Menschen einen augenzwinkernden Ausweg an. Die „Villain Era“ fühle sich befreiend an, bleibe auf ihre einziartige Art verletzlich und klinge wie die nächste durchgetanzte Nacht.
Bei Music Made in Germany hieß es, dass Juno mit dem Veröffentlichungszeitpunkt von Schlimmster Mensch der Welt den Medienhype rund um ihre Teilnahme bei Sing meinen Song – Das Tauschkonzert mitnehmen würde. Das Lied thematisiere, wie schwer es sein kann, mit Schuldgefühlen und dem Gefühl, in einer Beziehung versagt zu haben, umzugehen.